# 혼다 도마니
혼다 도마니(Honda Domani)는 혼다 기연 공업이 1992년부터 2000년까지 생산한 준중형 세단이다.
2세대 로버 400과 4~5세대 이스즈 제미니, 동시대의 유럽형 시빅(MA/MB/MC)의 베이스 모델이기도 하다.

## 1세대

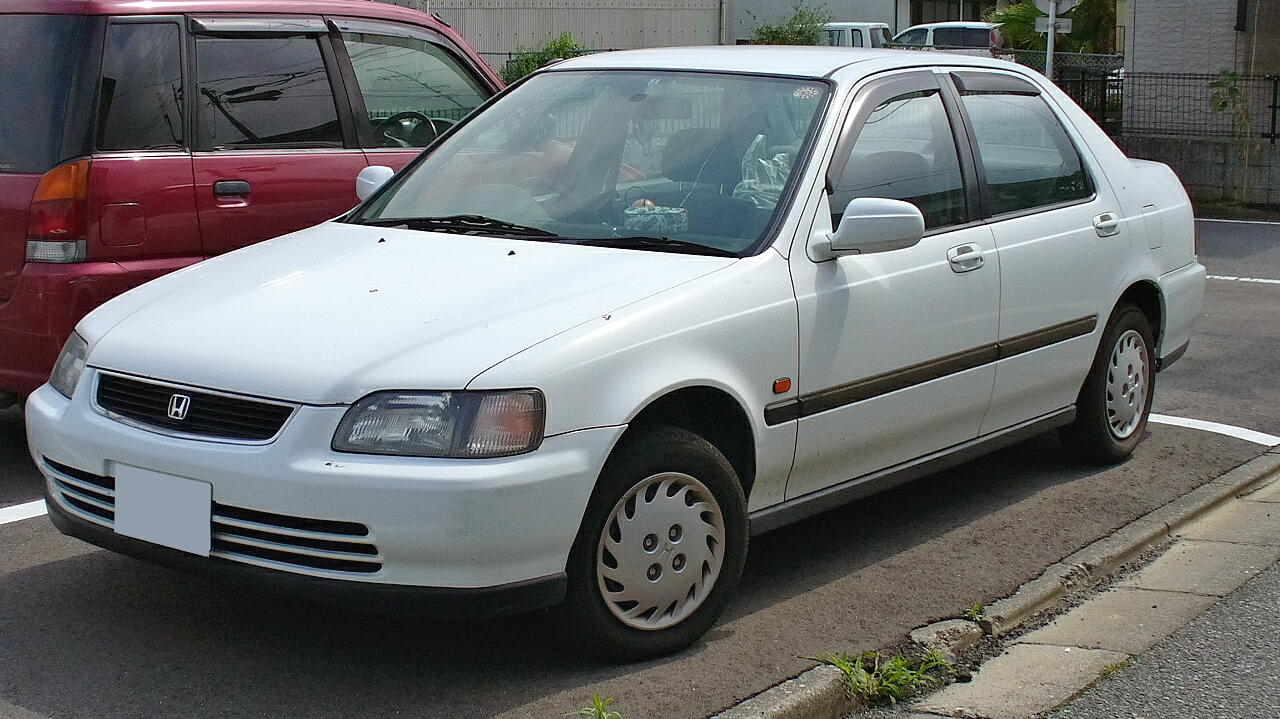
혼다 도마니 정측면

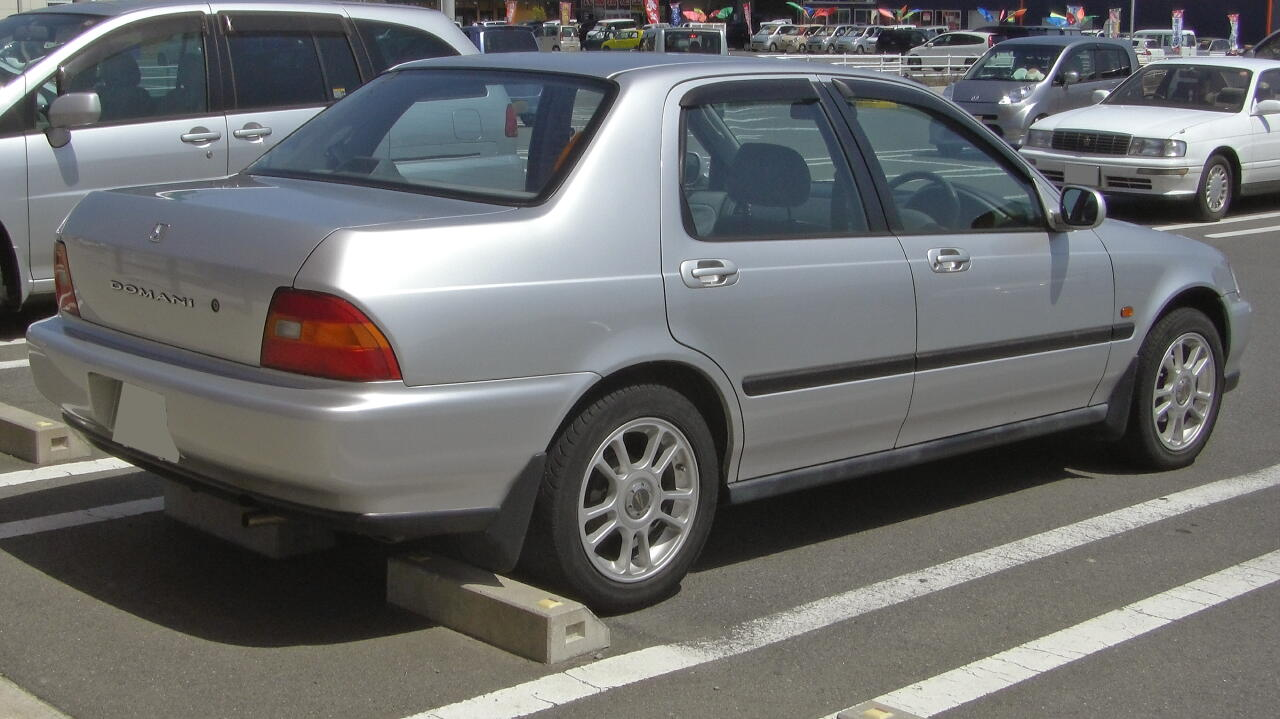
혼다 도마니 후측면

1992년 10월 30일에 공개되었고, 그 해 11월 4일에 콘체르토의 후속 차종으로 출시되었다. EG형 시빅 페리오를 기반으로 하고 있어 섀시는 공유했지만, 거품 경제 때의 영향으로 내·외장은 완전한 독자 플랫폼을 활용했다. 시빅 페리오를 넘는 실내 공간이 마련됐으며, 전 차종 모두 운전석 SRS 에어백, 차체와 같은 색을 가진 전동 리모콘 도어 미러와 도어 핸들, 풀 오토 에어컨, AM/FM 라디오 튜너 내장 카세트 오디오, 틸트 장치가 내장된 파워 스티어링, 파워 윈도우, 파워 도어록이 기본적으로 장착되었다.
1993년부터는 승용차의 자체 개발을 접은 이스즈 자동차에 제미니라는 이름으로 OEM 공급하기도 했다.
형식 - E-MA5 (1.8L * FF ) E-MA4 (1.6L * FF) E-MA6 (1.6L · 4WD )
등급 - 1.8L * FF : "Si-G", "Si"1.6L * FF : "Vi", "Ri"1.6L · 4WD : "Ri-F"

## 2세대

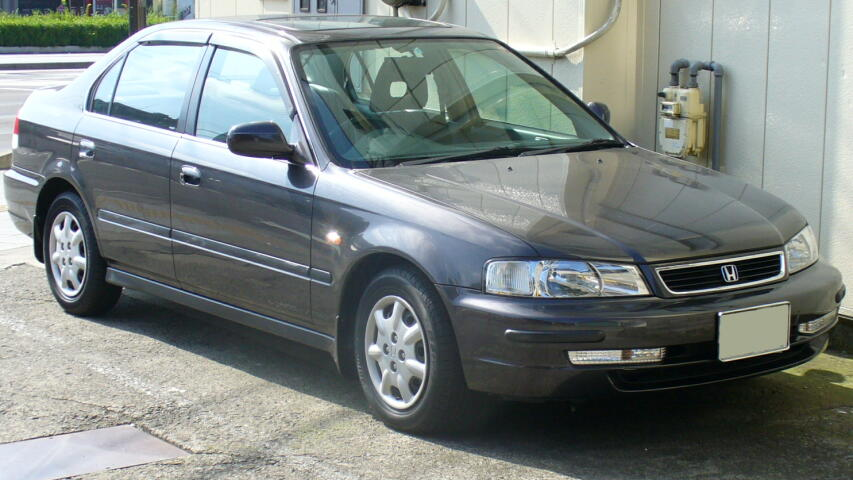
혼다 도마니 정측면

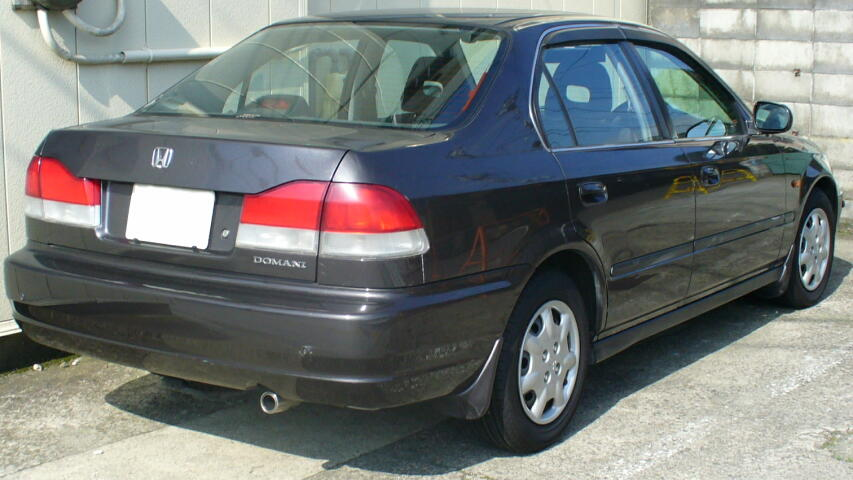
혼다 도마니 후측면

1997년 1월 30일에 출시되었다. EK형 시빅 페리오를 기반으로 비용 절감 추세에 초점을 두고 개발되어, 내·외장의 일부만이 변형되면서 페리오와 다른 점이 거의 없어졌다. 1세대와 마찬가지로 이스즈 제미니로 OEM 공급이 이루어졌을 뿐만 아니라, 캐나다에서 판매된 아큐라 EL의 베이스 모델이 되기도 했다.
2000년 9월에 시빅이 풀 모델 체인지를 거쳤음에도 도마니는 차종 정리의 대상이 되어서 단종되었고, 2002년에 출시된 피트 아리아가 도마니의 자리를 채웠다.